# Moritz Stern

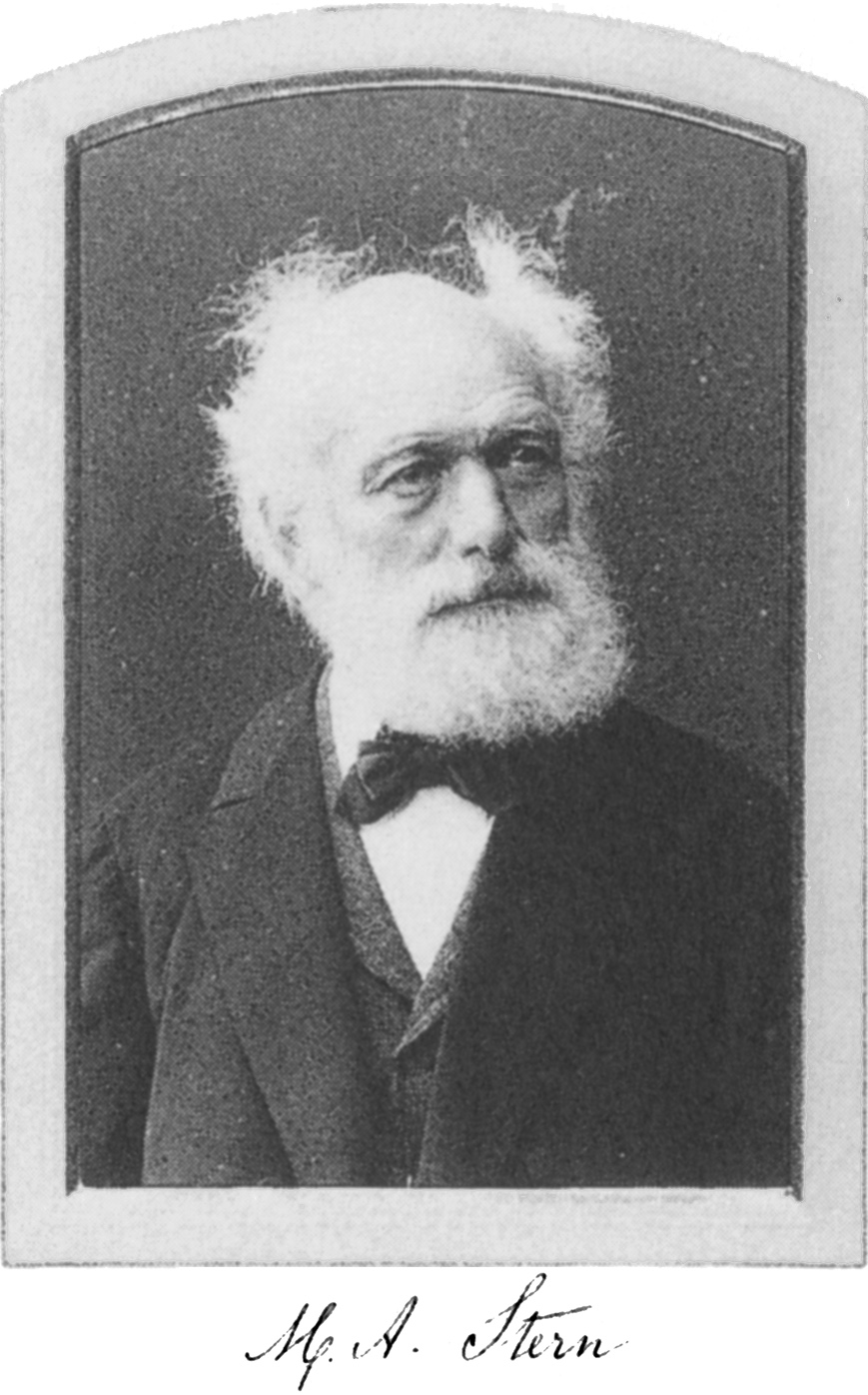
Moritz Abraham Stern

Moritz Abraham Stern, auch Moriz Abraham Stern (* 29. Juni 1807 in Frankfurt am Main; † 30. Januar 1894 in Zürich) war ein deutscher Mathematiker und der erste jüdische Ordinarius an einer deutschen Universität.

## Kindheit und Jugend
Stern war Sohn des Frankfurter Weinhändlers und Schutzjuden Abraham Süskind Stern (1764–1838) und dessen Frau Vogel Eva Reiß (1775–1859). Sowohl die Familie des Vaters als auch die der Mutter gehörten zu den alteingesessenen jüdischen Familien Frankfurts. Stern erhielt im elterlichen Haus durch Privatlehrer eine umfassende Bildung. Sein Vater unterrichtete ihn im Hebräischen, Wolf Heidenheim (1757–1832) in orientalischen Sprachen und in Talmud und Thora.
Auch die säkulare Bildung seiner Zeit wurde berücksichtigt: Salomon Feibel (der später Abraham Geiger unterrichtete) lehrte ihn Latein und Griechisch, ein Herr Crailsheim und vor allem Michael Creizenach (1789–1842) lehrten ihn Mathematik. Anders als in vielen anderen jüdischen Familien der Zeit war im Hause Stern die Lektüre nichtreligiöser Texte gestattet. Stern las die Romantiker und begeisterte sich vor allem für die Romane von Caroline und Friedrich de la Motte Fouqué.

## Studium
Stern bezog im Herbst 1826 die Universität Heidelberg, immatrikulierte sich auf Anraten des Gauß-Schülers Michel Reiß (1805–1869) im Sommersemester 1827 in Göttingen und studierte dort Mathematik bei Carl Friedrich Gauß und Bernhard Friedrich Thibaut. Er hörte Physik und Chemie und darüber hinaus klassische Sprachen bei Karl Ottfried Müller.
Am 13. Januar 1829 bestand er mit höchster Auszeichnung die Doktorprüfung. Sein Examinator war Gauß, der bei Sterns Prüfung, da Thibaut aus gesundheitlichen Gründen verhindert war, eingesprungen war. Seine Dissertation Observationum in fractiones continuas specimen reichte Stern am 5. März 1829 ein. Nach dem Magisterexamen am 17. August 1829 erhielt er die venia docendi und unterrichtete als Privatdozent in Göttingen.

## Karriere
Obwohl Juden in den deutschen Staaten durch antisemitische Gesetze vom Staatsdienst ausgeschlossen waren und Stern prinzipiell die Taufe, Heines viel zitiertes „Entreebillett zur europäischen Kultur“, ablehnte, vertraute er darauf, dass mit den Fortschritten bei der Emanzipation der Juden die Nichtzulassung zu akademischen Staatsämtern wegfallen müsse. Tatsächlich vergingen bis zu seiner Ernennung zum ordentlichen Professor jedoch ganze 30 Jahre. Er wurde am 14. September 1848 zum Extraordinarius ernannt, erst am 30. Juli 1859 kam die Ernennung zum Ordinarius an der Georg-August-Universität Göttingen. Stern wurde zusammen mit Bernhard Riemann vereidigt.
Stern erhielt 1838 den Preis der Dänischen Gesellschaft der Wissenschaften für den Aufsatz Ueber die Auflösung der transcendenten Gleichungen (in: Journal für die reine und angewandte Mathematik, Bd. 22, 1841, S. 1–62), 1840 den Preis der Belgischen Akademie der Wissenschaften für den Aufsatz Recherches sur la théorie des résidus quadratiques (in: Mémoires couronnés par l’Académie des sciences de Belgique, Bd. 15, 1841). 1859 wurde er Mitglied der Königl. Bayerischen Akademie der Wissenschaften, 1862 Mitglied der Königl. Gesellschaft der Wissenschaften zu Göttingen.
1884 beendigte Stern seine Dienstzeit in Göttingen und zog zu seinem Sohn, dem Historiker Alfred Stern, nach Bern und 1887 nach Zürich, wo er im Hause des Sohnes am 30. Januar 1894 verstarb.
Stern war kein überragender Mathematiker und hat keine Schule gegründet. An ihn erinnern heute noch neben der Sternstraße in Göttingen der Stern-Brocot-Baum, der vor dem Computerzeitalter eine wichtige Rolle bei der Berechnung mechanischer Übersetzungen spielte, und die Stern-Brocot-Folge (Stern-Sequenz).

## Die Frankfurter Reformfreunde
Unter der Leitung von Theodor Creizenach (1818–1877) versammelten sich 1842 etwa 20 gebildete jüdische Männer, um „den Zwiespalt zwischen den religiösen Satzungen des Judentums und den Ansprüchen des praktischen Lebens“ zu lösen. Sie gründeten den Frankfurter Verein der Reformfreunde, die erste religiös radikale Gruppierung des deutschen Judentums, der auch Stern angehörte. Die führenden Rabbiner der deutschen Juden distanzierten sich alle von den Frankfurter Reformfreunden. Die Anzahl der Mitglieder hatte mit nur 45 Personen schnell ihren Höchststand erreicht, und nachdem der Verein im Dezember 1845 mit seiner letzten Verlautbarung gekommen war, erlosch er. In der öffentlichen Diskussion verteidigte Stern als einziges Mitglied den Reformverein in ausführlichen und signierten, bisweilen polemischen Artikeln. Stern fühlte sich verpflichtet, zur Erneuerung des in seinen Augen erstarrten und verknöcherten Judentums beizutragen, und hielt die Reform für den ersten „Fortschritt [...] der seit Mendelssohn im Judenthume geschehen ist“.

## Werke
- Himmelskunde. Gutsch & Rupp, Karlsruhe 1844. Digitalisat